# David Schindler
David William Schindler (Fargo, 3 de agosto de 1940 - Columbia Británica, 4 de marzo de 2021) fue un limnólogo estadounidense-canadiense. Ocupó la Cátedra Killam Memorial y fue profesor de Ecología en el Departamento de Ciencias Biológicas de la Universidad de Alberta en Edmonton, Alberta. Se destacó por "experimentos innovadores a gran escala" en lagos enteros en el Área Experimental de Lagos (ELA) que demostraron que "el fósforo controla la eutrofización (floración excesiva de algas) en lagos templados lo que lleva a la prohibición de fosfatos en detergentes. También fue conocido por su investigación sobre la lluvia ácida. En 1989, el Dr. Schindler se mudó de ELA para continuar su investigación en la Universidad de Alberta en Edmonton, con estudios sobre la escasez de agua dulce y los efectos de la alteración del clima en los ecosistemas alpinos y boreales del norte de Canadá. La investigación de Schindler le había valido numerosos premios nacionales e internacionales, incluyendo la Medalla de Oro Gerhard Herzberg, el Primer Premio del Agua de Estocolmo (1991). el Volvo Environment Prize (1998), y el Tyler Prize for Logro ambiental (2006).

## Infancia y juventud
Schindler nació el 3 de agosto de 1940 en Fargo, Dakota del Norte y creció en Minnesota Lake, Minnesota. Tenía doble ciudadanía en Canadá y Estados Unidos. Obtuvo su licenciatura en NDSU y su doctorado en la Universidad de Oxford.

## Educación
Después de completar su licenciatura en zoología de laUniversidad Estatal de Dakota del Norte en 1962, Schindler estudió ecología acuática en la Universidad de Oxford como becario de Rhodes. Trabajó primero con Nikolaas Tinbergen. Fue mientras trabajaba con Charles Sutherland Elton, uno de los fundadores de la ecología, quien también estableció y dirigió la Oficina de Población Animal de la Universidad de Oxford, que comenzó a formular un enfoque ecosistémico interdisciplinario para estudiar el agua y la ecología. Recibió su doctorado en ecología en 1966 de la Universidad de Oxford.
Durante dos años fue profesor asistente en el Departamento de Biología de la Universidad de Trent.

## Carrera profesional

### Área de lagos experimentales
De 1968 a 1989, Schindler dirigió la recién creada Experimental Lakes Area (ELA), de la ahora desaparecida Junta de Investigación Pesquera de Canadá cerca de Kenora, Ontario. IISD-ELA utiliza el enfoque de ecosistema completo y realiza investigaciones a largo plazo de agua dulce en todo el lago, centrándose en la eutrofización.
Schindler fue galardonado con el Premio del Agua de Estocolmo en 1991 por esta investigación sobre el exceso de nutrificación y acidificación de los lagos de agua dulce, un estudio a largo plazo que utilizó lagos enteros como laboratorios naturales, utilizando un enfoque de ecosistema integrado. Su trabajo con ELA se describió en una carta del profesor de ciencias biológicas de la Universidad de Stanford, Peter Vitousek, apoyando la recepción de Schindler del premio Tyler Award for Environmental Achievement en 2006. Vitousek escribió que la "fertilización de lagos enteros" en el área de los lagos experimentales "proporcionó hallazgos incorruptibles" que demostraron que "el fósforo controla la eutrofización de los lagos templados". Según un artículo de la Universidad de Alberta del 28 de abril de 2006 escrito sobre la recepción del premio Tyler por parte de Schindler, "En una serie de experimentos históricos realizados durante las décadas de 1970 y 1980, Schindler demostró que la lluvia ácida podría comenzar a destruir lagos de agua dulce a niveles mucho más bajos que antes. pensó, y que el fósforo era la principal causa del crecimiento incontrolado de algas".

### Estanques de relaves de arenas petrolíferas
En un artículo de opinión del 3 de junio de 2019 en The Globe and Mail, Schindler advirtió contra la autorización de la "descarga de efluentes tratados" de los estanques de relaves de arenas petrolíferas en el río Athabasca con nuevas regulaciones tanto a nivel provincial como federal.

### Políticas de gestión del agua dulce
El gran cuerpo de trabajo científico de Schindler ha influido en las políticas de gestión del agua dulce, incluida la regulación de toxinas y la limitación de la eutrofización y la lluvia ácida en Canadá, Estados Unidos y Europa.

### Publicaciones Seleccionadas
En su libro de 2008, en coautoría con John R. Vallentyne, titulado The Algal Bowl: Overfertilization of the World's Freshwaters and Estuaries, Schindler advirtió sobre las floraciones de algas y las zonas muertas: "Las floraciones que matan peces y devastaron los Grandes Lagos en las décadas de 1960 y 1970. no se han ido; se han mudado al oeste hacia un mundo árido en el que la gente, la industria y la agricultura están poniendo cada vez más a prueba la calidad de la poca agua dulce que hay aquí. Este no es solo un problema de la pradera. La expansión global de las zonas muertas causada por la proliferación de algas está aumentando rápidamente..."
En 2010 fue coautor de un informe sobre contaminantes en sistemas de agua dulce en el área afectada por el desarrollo de arenas bituminosas titulado "El desarrollo de arenas bituminosas aporta elementos tóxicos en bajas concentraciones al río Athabasca y sus afluentes".

### Charlas y presentaciones públicas
Schindler ha hecho numerosas apariciones en programas de cine y televisión hablando sobre temas de calidad del agua y el aire, particularmente con respecto al impacto ambiental de las arenas petrolíferas de Alberta. En 2011 apareció en el documental Peace Out.

### Premios y honores seleccionados
A lo largo de su carrera, Schindler recibió más de cien premios y distinciones.
En 1991, Schindler recibió el prestigioso Premio del Agua de Estocolmo por la investigación sobre el exceso de nutrificación y acidificación de los lagos de agua dulce. Al otorgar el premio, el comité señaló que "Una famosa fotografía de un lago canadiense llamó la atención sobre los efectos del fósforo y desempeñó un papel importante en la generación de apoyo público para abordar el creciente problema de la eutrofización, una sobreabundancia de nutrientes en los sistemas acuáticos. y una de las amenazas medioambientales más graves a las que se enfrentan las masas de agua dulce y los mares semicerrados como el Báltico. Desde entonces, esa fotografía se ha reproducido cientos de veces para estudiantes, científicos y el público en general".
En 2006, Schindler recibió el Premio Tyler al Logro Ambiental uniéndose a "luminarias como la primatóloga Jane Goodall; Sir Richard Doll, quien estableció el vínculo entre el cáncer de pulmón y el tabaquismo; y los premios Nobel Paul Critzen y Mario Molina".
En 2008 fue honrado con la Orden de Excelencia de Alberta como profesor y mentor y "un científico de renombre internacional que ha liderado los esfuerzos para proteger los recursos de agua dulce en Canadá y en todo el mundo". Su investigación pionera ha servido como una llamada de atención para alertar a las autoridades y al público sobre los efectos de los contaminantes y el cambio climático en el medio ambiente."
Fue galardonado con el Premio Rachel Carson por su "vida de trabajo en la investigación de todo el ecosistema en el Área Experimental de Lagos (ELA) en la conferencia mundial SETAC de noviembre de 2016 celebrada en Orlando Florida.